# Степняки (Красноярский край)
Степняки — посёлок в Канском районе Красноярского края. Входит в состав Браженского сельсовета.

## История
Основан в 1932 г. как посёлок 3-го отделения совхоза Канский. В 1976 г. Указом Президиума ВС РСФСР поселок отделения отделения № 3 совхоза «Заветы Ильича» переименован в Степняки.

## Население
| 2010 |
| ---- |
| 360  |